# Indiai ollóscsőrű
Az indiai ollóscsőrű (Rynchops albicollis) a madarak osztályának a lilealakúak (Charadriiformes) rendjéhez, ezen belül a sirályfélék (Laridae) családjához tartozó faj.

## Rendszerezése
A fajt William John Swainson angol ornitológus írta le 1838-ban, még mint Rhynchops [sic] albicollis .

## Előfordulása
Banglades, Kambodzsa, Kína, India, Irán, Laosz, Mianmar, Nepál, Omán, Pakisztán, Thaiföld és Vietnám területén honos. A természetes élőhelye édesvizű tavak, folyók, patakok és mocsarak. Vonuló faj.

## Megjelenése
Testhossza 43 centiméter, szárnyfesztávolsága 114 centiméter. Az alsó csőrkávája nagyobb, mint a felső csőrkávája, az mind a három ollóscsőrűt megkülönböztet a többi madártól. Mind az amerikai mind az afrikai mind az ázsiai faj hasonlítanak egymásra, csak tollruhájuk egyes részleteiben és csőrük formájában fedezhetünk némi különbséget.
|  |

## Életmódja
Hallal táplálkozik, egy speciális halásztechnikával kapja el a halat, alacsonyan, a vízfelszín közelében száll, miközben nyitott csőrének alsó kávájával szántja a vizet. Amikor a halba ütközik, fejét leszegi, csőrét rácsapja a zsákmányra, amelyet azonnal, egészben nyel le. Erős nyaka jól bírja a halakkal való ütközést, de a madárnak halászat közben a röptét is a célhoz kell igazítania: mivel a víz színéhez rendkívül közel száll, szárnycsapásaihoz csak a teste fölötti teret használja.

## Szaporodása
Nagy kolóniákban költenek: a tojók a part homokjába vájt fészekbe 3-4 barna foltos tojást raknak. A kotlás szinte kizárólag a tojóra hárul. A tojásból kikelő csőrének alsó és felső kávája még egyforma hosszúságú, csak növekedésük során, fokozatosan alakul ki a fajra jellemző, ollós csőr.

## Természetvédelmi állapota
Az indiai szubkontinensen a folyók lecsapolása fenyegeti. Az IUCN vörös listáján a sebezhető kategóriában szerepel.